# Stockholms stads tänkeböcker

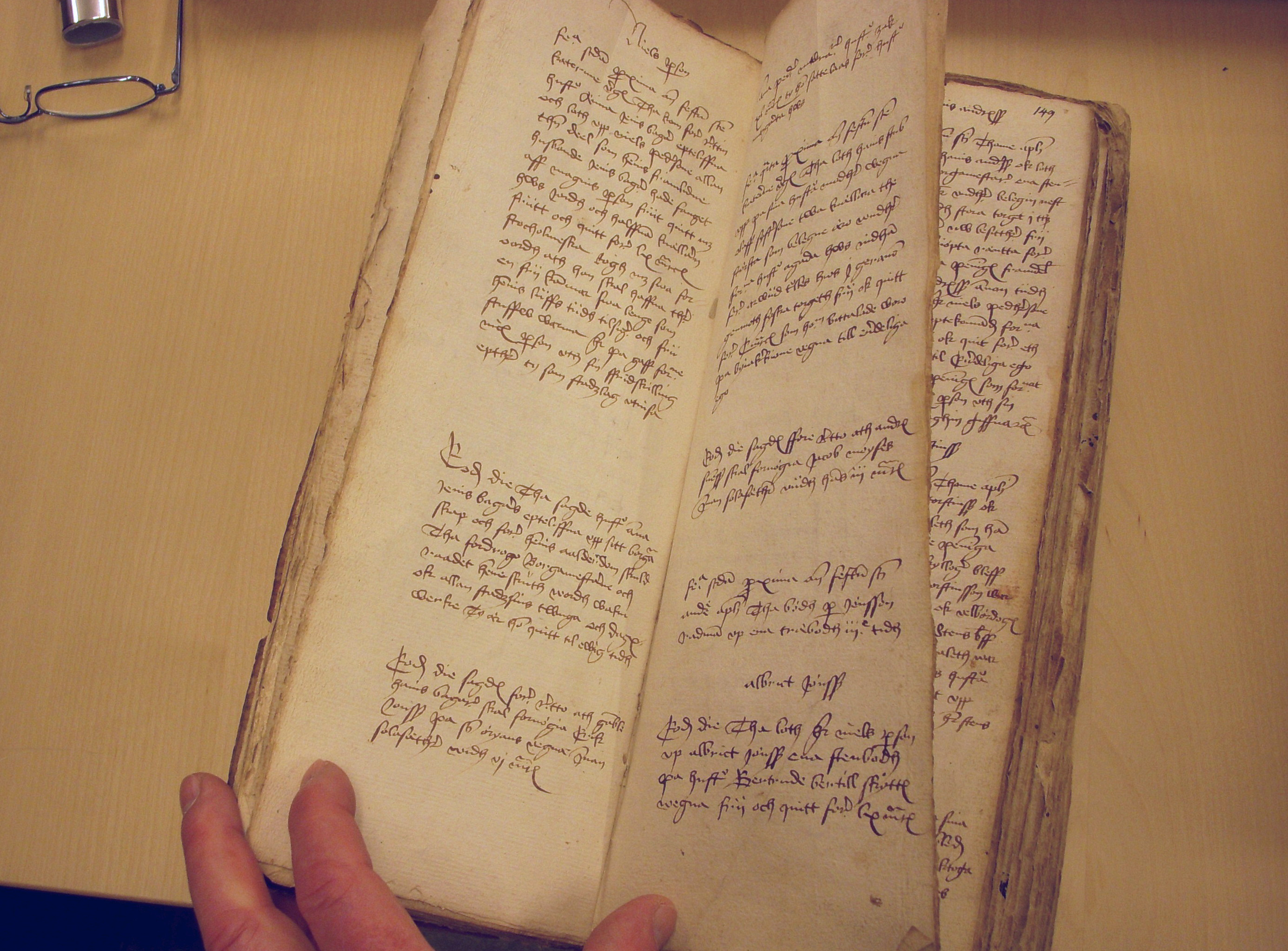
Stockholms tänkebok för 1479–1483 i original.

Stockholms stads tänkeböcker består av protokoll och anteckningar från Stockholms rådhusrätt, så som bouppdelningar, husköp, kungligheters dop, brobyggen, boskapshantering och redogörelser för äktenskapliga tvister.
Ordet tänkebok härrör från tyska Andenken, alltså minne med betydelsen minnesbok. Där antecknades domarna i de mål som avgjordes i Stockholms rådstuga vid Stortorget i Gamla stan. De tidigast bevarade tänkeböckerna är från år 1474, men hur tidigt man började att föra dem är okänt. Troligen fanns redan före 1474 tänkeböcker eftersom den från 1474 har ett "C" på pärmen och den nästa ett "D". De borde alltså ha föregångare med "A" och "B" och då är man tillbaka till 1460-talet.
På Stockholms stadsarkiv förvaras 1474–1660 års tänkeböcker i original och arkivet har utgivit tänkeböckerna från 1592-1635 i tryck. Stockholmskällan har publicerat utdrag från tänkeböckerna 1479–1629 i PDF-format. Vid Göteborgs universitetsbibliotek pågår en digitalisering enligt bibliografin nedan.
Den första skriftliga uppgiften om romer i Sverige skrevs i Stockholms stads tänkeböcker den 29 september 1512.